# Chevry-sous-le-Bignon
Chevry-sous-le-Bignon là một xã trong tỉnh Loiret, vùng Centre-Val de Loire bắc trung bộ nước Pháp. Xã này nằm ở khu vực có độ cao từ 97-133 mét trên mực nước biển.